# Miguel Calero
Miguel Ángel Calero Rodríguez (Ginebra, 14 aprile 1971 – Città del Messico, 4 dicembre 2012) è stato un calciatore colombiano, di ruolo portiere.
Il 26 novembre 2012 viene ricoverato per una trombosi cerebrale all'ospedale di Pachuca. Il 3 dicembre 2012 gli viene diagnosticato un coma  irreversibile; muore il giorno seguente all'età di 41 anni.

## Carriera

### Club
In patria ha vestito la maglia di club prestigiosi come Deportivo Cali e Atlético Nacional. Trasferitosi in Messico, al Pachuca, squadra di cui è stato anche capitano, ha vinto numerosi trofei. Era solito giocare con un cappellino o con una bandana (come durante la Coppa del mondo per club FIFA 2007) e hanno ritirato la maglia numero 1.

### Nazionale
Ha partecipato ai Mondiali Under-20 del 1989.
In nazionale ha partecipato alle Olimpiadi del 1992 e al campionato del mondo 1998. Si è ritirato dalla Selección colombiana dopo la Copa América 2007.

## Palmarès

### Club

#### Competizioni nazionali
- Campionato colombiano: 2

Deportivo Cali: 1996
Atlético Nacional: 1999
- Campionato messicano: 4

Pachuca: Invierno 2001, Apertura 2003, Clausura 2006, Clausura 2007

#### Competizioni internazionali
- Coppa Merconorte: 1

Atlético Nacional: 1998
- Coppa Sudamericana: 1

Pachuca: 2006
- SuperLiga Nordamericana: 1

Pachuca: 2007
- CONCACAF Champions' Cup: 3

Pachuca: 2002, 2007, 2008

### Nazionale
- Coppa America: 1

Colombia 2001